# L'Atlantique (album)
Pour les articles homonymes, voir Atlantique (homonymie).
Albums de Pierre Bachelet
Elle est d'ailleurs
L'Atlantique est le 1er album studio de Pierre Bachelet. L'album est sorti en 1975. Il est entièrement écrit et composé par l'interprète.

## Liste des titres
| No  | Titre                                 | Paroles         | Musique         | Durée |
| --- | ------------------------------------- | --------------- | --------------- | ----- |
| 1.  | L'Atlantique (toi, moi et la musique) | Pierre Bachelet | Pierre Bachelet | 3:34  |
| 2.  | À longueur de temps                   | Pierre Bachelet | Pierre Bachelet | 3:03  |
| 3.  | Ils y croient tous                    | Pierre Bachelet | Pierre Bachelet |       |
| 4.  | Avec Satan                            | Pierre Bachelet | Pierre Bachelet |       |
| 5.  | Hello Darling                         | Pierre Bachelet | Pierre Bachelet |       |
| 6.  | La Connerie                           | Pierre Bachelet | Pierre Bachelet |       |
| 7.  | L'Amour démoniaque                    | Pierre Bachelet | Pierre Bachelet |       |
| 8.  | V'là le printemps                     | Pierre Bachelet | Pierre Bachelet |       |
| 9.  | Seulement voilà                       | Pierre Bachelet | Pierre Bachelet | 2:37  |
| 10. | Petite Sœur                           | Pierre Bachelet | Pierre Bachelet | 2:52  |
| 11. | Tiens salut                           | Pierre Bachelet | Pierre Bachelet | 4:30  |

## Single extrait de l'album
- L'Atlantique / La Connerie